# Creuson
 (mars 2014).
Le Creuson est un ruisseau coulant en Suisse. Il parcourt les cantons de Vaud et Genève avant de se jeter dans la Versoix, affluent du Rhône.

## Parcours
D'une longueur de 5,1 km, le Creuson prend sa source dans le bois des Portes dans la commune de Commugny, sur le territoire du canton de Vaud, longe l'autoroute A1 en traversant successivement les communes de Chavannes-des-Bois, Tannay et Mies, jusqu'à son entrée dans le canton de Genève où il se jette après deux kilomètres dans la Versoix près du pont de la Bâtie, sur le territoire de la commune de Versoix.
La STEP de Chavannes-des-Bois, avec déphosphatation, se jette dans le Creuson.